# Sainte-Christie-d'Armagnac
Sainte-Christie-d'Armagnac este o comună în departamentul Gers din sudul Franței. În 2009 avea o populație de 351 de locuitori.

## Evoluția populației
| An        | 1975 | 1982 | 1990 | 1999 | 2006 | 2009 |
| --------- | ---- | ---- | ---- | ---- | ---- | ---- |
| Populație | 402  | 365  | 360  | 338  | 349  | 351  |